# Баироа ла Веинтисинко (Пуерторико)
Баироа ла Веинтисинко (шп. Bairoa La Vienticinco) град је у америчкој острвској територији Порторико, острвској држави Кариба.

## Демографија
По попису из 2010. године број становника је 399.
| Група             | 2000.    | 2010.        |
| Белци             | 0 (0,0%) | 0 (0,0%)     |
| Афроамериканци    | 0 (0,0%) | 79 (19,8%)   |
| Азијати           | 0 (0,0%) | 0 (0,0%)     |
| Хиспаноамериканци | 0 (0,0%) | 399 (100,0%) |
| Укупно            | 0        | 399          |